# Redmi 10
Redmi 10 — смартфон бюджетного рівня суббренду Xiaomi Redmi. Був представлений 18 серпня 2021 року.
Також Redmi 10 має кілька різновидів:
- Redmi 10 Prime — індійський варіант Redmi 10, що має більшу батарею. Був представлений 3 вересня 2021 року.[9]
- Redmi Note 11 4G — китайський варіант Redmi 10, у якого відсутній сенсор глибини. Був представлений 25 листопада 2021 року.[10]
- Redmi 10 2022 має гібридний лоток під SIM-картки замість повноцінного, який є в Redmi 10. Був представлений 13 січня 2022 року.[11][12]
- Redmi 10 Prime 2022 — індійський варіант Redmi 10 2022, що має більшу батарею. Був представлений 9 травня 2022 року.[13]

## Дизайн
Екран виконаний зі скла Corning Gorilla Glass 3. Корпус виконаний з матового пластику чорному та білому кольорах і глянцевого у блакитному.
Ззаду смартфон схожий на Redmi Note 10 Pro 5G та смартфони китайської лінійки Redmi Note 11.
Знизу розміщені мікрофон, роз'єм USB-C та динамік, зверху — 3,5 мм аудіороз'єм, другий динамік, ІЧ-порт та другий мікрофон, зліва — лоток під 2 SIM-картки і карту пам'яті в Redmi 10, 10 Prime та Note 11 4G або гібридний лоток (2 SIM-картки або 1 SIM-картка і карта пам'яті) в Redmi 10 2022 та 10 Prime 2022, а справа — гойдалка регулювання гучності та кнопка блокування, в яку вбудований сканер відбитків пальців.
Смартфони були доступні в наступних кольорах:
| Колір | Назва            | Назва                        | Назва                  |
| Колір | Redmi 10/10 2022 | Redmi 10 Prime/10 Prime 2022 | Redmi Note 11 4G       |
| ----- | ---------------- | ---------------------------- | ---------------------- |
|       | Carbon Gray      | Phantom Black                | Mysterious Black Realm |
|       | Pebble White     | Astral White                 | Time Monologue         |
|       | Sea Blue         | Bifrost Blue                 | Dream Clear Sky        |

## Технічні характеристики

### Платформа
Смартфони отримали систему на кристалі MediaTek Helio G88 з графічним процесором Mali-G52 MC2.

### Батарея
Батарея Redmi 10, 10 2022 та Note 11 4G отримала об'єм 5000 мА·год, а 10 Prime та 10 Prime 2022 ― 6000 мА·год. Також в усіх моделей присутня підтримка швидкої зарядки на 18 Вт та зворотної дротової зарядки на 9 Вт. В комплекті йде зарядний пристрій потужністю 22,5 Вт.

### Камера
Redmi 10, 10 2022, 10 Prime та 10 Prime 2022 отримали основну квадрокамеру із ширококутним об'єктивом на 50 Мп з діафрагмою f/1.8 і фазовим автофокусом, надширококутним об'єктивом на 8 Мп з діафрагмою f/2.2 і кутом огляду 120° та макрооб'єктивом і сенсором глибини по 2 Мп з діафрагмою f/2.4. В Redmi Note 11 4G відсутній сенсор глибини. Всі моделі отримали ширококутну фронтальну камеру на 8 Мп з діафрагмою f/2.0.
Камери всіх моделей мають можливість запису відео в роздільній здатності 1080p@30fps.

### Екран
Екран IPS LCD, 6,5", Full HD+ (2400 × 1080) зі співвідношенням сторін 20:9, щільністю пікселів 405 ppi, частотою оновлення дисплея 90 Гц та круглим вирізом під фронтальну камеру, що розміщений зверху в центрі.

### Звук
Смартфони отримали стереодинаміки, розташовані на верхньому та нижньому торцях.

### Пам'ять
Redmi 10, 10 2022 та 10 Prime 2022 продавалися в комплектаціях 4/64, 4/128 та 6/128 ГБ, Redmi 10 Prime — 4/64 та 6/128 ГБ, а Redmi Note 11 4G — 4/128 та 6/128 ГБ. В Україні Redmi 10 був доступний тільки у версіях 4/64 та 4/128 ГБ. Присутня можливість розширення об'єму сховища картою пам'яті формату microSD до 512 ГБ.

### Програмне забезпечення
Смартфони випущені на MIUI 12.5 на базі Android 11 і були оновлені до MIUI 14 на базі Android 13.

## Рецензії
Оглядач з інформаційного порталу Mezha.Media поставив Redmi 10 8.3 бала з 10. До мінусів він відніс лише якість відео з основної камери. До плюсів оглядач відніс дизайн, підтримку стереозвуку, суміщений лоток для двох nanoSIM-карток та карти пам’яті, частоту оновлення екрану 90 Гц та автономність. У висновку він сказав, що це «…смартфон початкового рівня зі своїми сильними та слабкими сторонами. Недоліків не так і багато, зате гість огляду має непогану продуктивність, приємну зовнішність, хорошу автономність, а також бонуси на кшталт стереозвуку та екрану з частотою оновлення 90 Гц.»